# OR8B8
OR8B8 (англ. Olfactory receptor family 8 subfamily B member 8) – білок, який кодується однойменним геном, розташованим у людей на короткому плечі 11-ї хромосоми. Довжина поліпептидного ланцюга білка становить 311 амінокислот, а молекулярна маса — 34 482.
| 10         |  | 20         |  | 30         |  | 40         |  | 50         |
| ---------- |  | ---------- |  | ---------- |  | ---------- |  | ---------- |
| MAAENSSFVT |  | QFILAGLTDQ |  | PGVQIPLFFL |  | FLGFYVVTVV |  | GNLGLITLIR |
| LNSHLHTPMY |  | FFLYNLSFID |  | FCYSSVITPK |  | MLMSFVLKKN |  | SISYAGCMTQ |
| LFFFLFFVVS |  | ESFILSAMAY |  | DRYVAICNPL |  | LYMVTMSPQV |  | CFLLLLGVYG |
| MGFAGAMAHT |  | ACMMGVTFCA |  | NNLVNHYMCD |  | ILPLLECACT |  | STYVNELVVF |
| VVVGIDIGVP |  | TVTIFISYAL |  | ILSSIFHIDS |  | TEGRSKAFST |  | CSSHIIAVSL |
| FFGSGAFMYL |  | KPFSLLAMNQ |  | GKVSSLFYTT |  | VVPMLNPLIY |  | SLRNKDVKVA |
| LKKILNKNAF |  | S          |  |            |  |            |  |            |

A: Аланін

C: Цистеїн

D: Аспарагінова кислота

E: Глутамінова кислота

F: Фенілаланін

G: Гліцин

H: Гістидин

I: Ізолейцин

K: Лізин

L: Лейцин

M: Метіонін

N: Аспарагін

P: Пролін

Q: Глутамін

R: Аргінін

S: Серин

T: Треонін

V: Валін

Кодований геном білок за функціями належить до рецепторів, g-білокспряжених рецепторів, білків внутрішньоклітинного сигналінгу. 
Локалізований у клітинній мембрані, мембрані.